# Salomonotettix truncatus
Salomonotettix truncatus är en insektsart som först beskrevs av Bolívar, I. 1898.  Salomonotettix truncatus ingår i släktet Salomonotettix och familjen torngräshoppor. Inga underarter finns listade i Catalogue of Life.